# 高昇泰
高昇泰（？—1096年）是北宋年間雲南大理国权臣，大中國皇帝，滇东白族领袖。大理点蒼山蓮花峰芒湧溪人氏。
大理皇帝段廉义在位时，高昇泰为清平官，兼九爽之事，与父高智昇领有今昆明及周围地区。1080年，杨义贞弑段廉义，自立为帝。时为鄯阐（昆明）侯的高昇泰受其父之命率滇东乌蛮三十七部兵马攻灭杨义贞，拥立段廉义侄段寿辉为大理皇帝。父子执掌朝政并控制大理国大部辖区。1081年，高智昇與高昇泰父子逼迫上明帝段壽輝退位出家，接著便擁立段正明繼位。高昇泰封为善阐侯。段正明“为君不振，人心归高氏”。宋哲宗紹聖元年（1094年），一直以來都在專權的高昇泰廢段正明，段正明被迫避位为僧。高昇泰自立為帝，国号“大中”，年号上治。分封诸子弟：其弟高昇祥的势力在善阐府（昆明），幼子高泰贤的势力在永昌府（保山）、高泰运的势力在腾冲府（腾冲）、高泰慧的势力在鄯巨府（永胜）。1096年，高昇泰病逝。由于云南诸部的反对，高昇泰临终嘱咐其子高泰明还政段氏，命后人勿效尤，于是高泰明拥立段正明的弟弟段正淳为大理第十五世皇帝，但其后大理又称后理国，国柄掌握在高氏手中，世称高国主。高昇泰諡号富有聖德表正皇帝。
金庸武俠小說《天龍八部》中的人物有大理國善闡侯高陞泰。